# Aporoctena aprepes
Aporoctena aprepes là một loài bướm đêm trong họ Geometridae.